# Metaphidippus ovatus
Metaphidippus ovatus là một loài nhện trong họ Salticidae.
Loài này thuộc chi Metaphidippus. Metaphidippus ovatus được Frederick Octavius Pickard-Cambridge miêu tả năm 1901.